# Agatha Vega
Agatha Vega (* 31. Oktober 1997 in Venezuela) ist eine venezolanische Pornodarstellerin. Seit 2020 ist sie in der internationalen Erwachsenenfilmindustrie tätig und hat sich insbesondere im europäischen und US-amerikanischen Markt etabliert.

## Leben und Karriere
Agatha Vega wurde 1997 in Venezuela geboren und wuchs in einer ländlichen Gegend auf. Nach ihrem Abschluss an einer Privatschule setzte sie ihre Ausbildung an einer Universität fort. Im Jahr 2017 zog sie nach Santa Cruz de Tenerife in Spanien. Infolge der wirtschaftlichen Unsicherheiten, die durch die COVID-19-Pandemie verstärkt wurden, begann sie, auf digitalen Plattformen wie Snapchat und OnlyFans eigene erotische Inhalte zu vertreiben, wodurch sie eine zunehmende finanzielle Eigenständigkeit erlangte. Ihr wachsender Erfolg in diesem Bereich führte schließlich dazu, dass sie von der Produktionsfirma Pink Club entdeckt wurde, was den Beginn ihrer professionellen Laufbahn als Darstellerin in der Erwachsenenfilmbranche markierte.
Ihre Karriere begann mit fotografischen Arbeiten in den Bereichen Dessous- und Bademode, bevor sie schrittweise erste Erfahrungen in Kurzfilmproduktionen sammelte. Durch ihre wachsende Bekanntheit und kontinuierliche Präsenz in der Branche erhielt sie bald Engagements bei namhaften Produktionsfirmen wie Brazzers, Nubiles, Tushy, Dorcel und Vixen. Dadurch etablierte sie sich innerhalb kurzer Zeit als gefragte Darstellerin. Ihr Repertoire umfasst verschiedene Genres, darunter lesbische Szenen, Solo-Performances und Produktionen mit analer Penetration. Zudem war sie in interethnischen Filmproduktionen tätig. Vega hat an hunderten Produktionen mitgewirkt.
2025 wurde sie zusammen mit Eva Sweet zum Vixen-Angel ernannt.
Agatha Vega hat mehrere Piercings: beide Brustwarzen, die Zunge, den Bauchnabel und ihr rechtes Nasenloch. Zudem trägt sie verschiedene Tattoos, darunter drei Origami-Ornamente an der Innenseite ihres linken Unterarms, ein Sonnensystem entlang ihrer Wirbelsäule sowie Schriftzüge unterhalb ihrer Brüste – „mentirosa“ (rechts) und „manipuladora“ (links), was zusammen „manipulatives Lügenmädchen“ bedeutet. Sie ist 1,63 m groß.

## Filmografie (Auswahl)
Agatha Vega hat in einer Vielzahl von Produktionen mitgewirkt, darunter:

### DVD-Veröffentlichungen
- Blacked Raw V41 (Jules Jordan Video, 2021)
- Secret Dreams (LetsDoeIt, 2021)
- Tushy Raw V23 (Jules Jordan Video, 2021)
- Views 2 (Tushy, 2022)

### Online-Produktionen
- Butt Plugged In The Shower (Brazzers Network, 2021)
- Vega's Not Vegan She Eats Cock (Brazzers Network, 2021)
- Agatha Vega Slutty Secretary Gets Her Ass Drilled by Her Boss (Pinkoclub, 2020)
- Innocent Until Proven Guilty (Freeze, 2025)

## Auszeichnungen und Nominierungen
Agatha Vega hat mehrere bedeutende Auszeichnungen und Nominierungen erhalten, darunter:

### Gewonnene Preise
- XBiz Europa Award 2021 – Best New Performer of the Year
- AVN Award 2023 – Best International All-Female Sex Scene (Caprice Divas Wonder Women)
- AVN Award 2025 – Best International Boy/Girl Sex Scene (Impulses 5 – Scene 5)

### Nominierungen (Auswahl)
- AVN Award 2022 – Best New International Starlet
- XBiz Europa Award 2022 – Female Performer of the Year
- XBiz Europa Award 2022 – Best Sex Scene — Glamcore, Couple Crush
- XBiz Europa Award 2022 – Best Sex Scene — Glamcore, Kickstart
- XBiz Europa Award 2022 – Best Sex Scene — Lesbian, Wonderwoman
- AVN Award 2024 – Best International All-Girl Sex Scene, Perfect Moment, Girls Only Porn/Nubile Films
- AVN Award 2024 – Best International Group Sex Scene, Revelation – Scene 4, Dorcel/Pulse
- AVN Award 2025 – Best International All-Girl Sex Scene, Lesbian Goddesses Agatha and Freya, EnjoyX
- AVN Award 2025 – Best International Anal Sex Scene, Mutual Attraction, Views 6, Tushy/Pulse
- AVN Award 2025 – Best International Group Sex Scene, Evermore – Episode 4, Digital Playground/Pulse
- AVN Award 2025 – Best International Group Sex Scene, Wagered Affairs, Club VXN 14, Vixen/Pulse
- AVN Award 2025 – Best VR Group Sex Scene, Spy's Girls: The Tattoo, VRSpy
- AVN Award 2025 – Best VR One-on-One Sex Scene, Love You to the Moon and Back, VR Bangers
- AVN Award 2025 – International Female Performer of the Year